# Zanshin
Zanshin (殘/残心 Zanshin?, lit. "mente restante") es un concepto  psicológico de las artes marciales de Japón, proveniente del taoísmo y el budismo, que designa un estado mental caracterizado por una consciencia o alerta relajada, dispuesta para reaccionar en cualquier momento. Una definición alternativa se refiere de la misma manera a la postura después de la ejecución de una técnica.

## En las artes marciales japonesas
- En el karate, el zanshin es el estado de alerta total.[5]
- En el aikido el zanshin tiene la misma definición, y se pracica centrándose en el uke recién derribado mientras se mantiene la postura o kamae y se mantiene alerta ante posibles oponentes adicionales.[6][7] El estilo Iwama-ryu extiende esta percepción a todos los alrededores, no sólo al usuario, mientras que el estilo Yoseikan enfatiza que dicho estado ha de mantenerse fuera del dojo y durante toda la vida diaria.
- En el kyūdō, zanshin se refiere a la postura después de soltar la flecha. Se pretende que el cuerpo refleje el aspecto físico del zanshin mental mantenido antes, durante y después de la acción.[1][8]
- En el kendo, el zanshin es el estado continuado espiritual, mental y físico necesario para enfrentarse al ataque, lo que debe ser mantenido cuando vuelve a la postura inicial o kamae. Se considera uno de los elementos esenciales que definen un ataque exitoso.[4]